# MV Agusta 750 Sport America
La MV Agusta 750 Sport America, o chiamata anche MV Agusta 750 S America in Germania o MV Agusta 800 S America, è una motocicletta prodotta dalla casa motociclistica italiana MV Agusta dal 1975 al 1978.

## Profilo e contesto

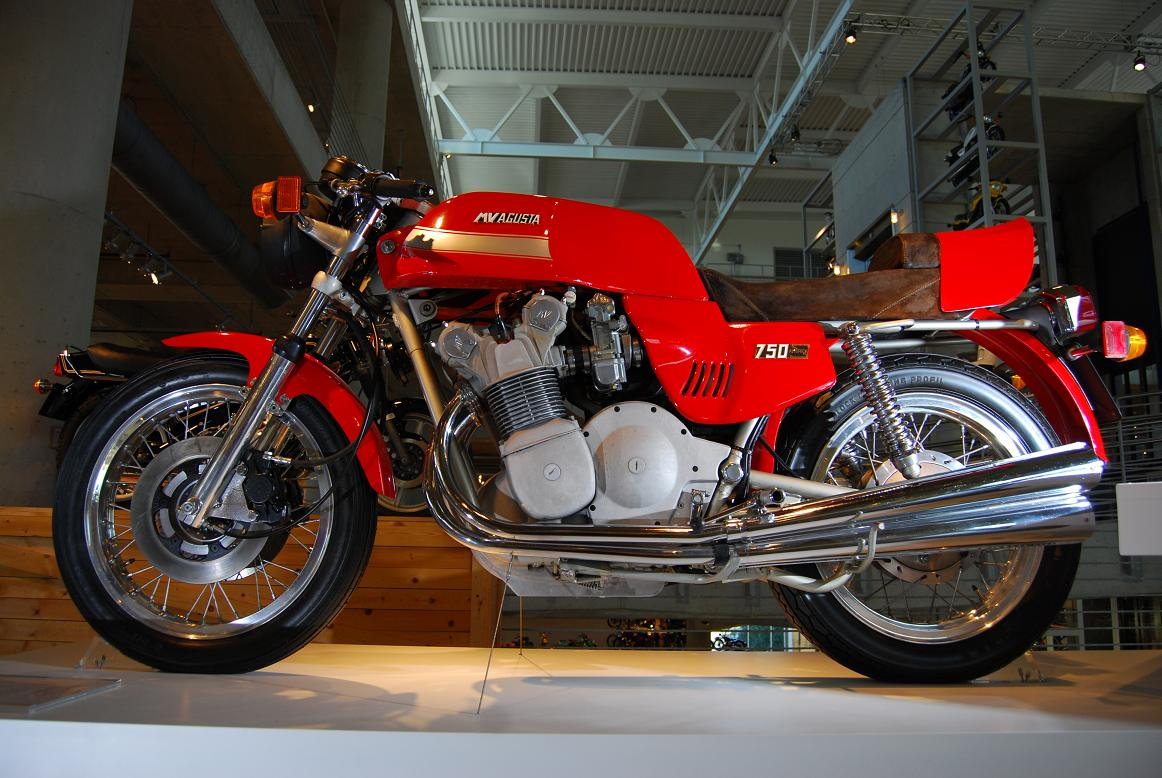
MV Agusta 750 Sport America

Nel 1974 la MV Agusta era in pesanti difficoltà finanziarie e passò sotto l'amministrazione statale. Nel 1975, Chris Garville e Jim Cotherman della Commerce Overseas Corporation, gli importatori statunitensi della MV, iniziarono lo sviluppo di nuova edizione della MV Agusta 750 S. Nel giro di 50 giorni i progetti dei due imprenditori d'oltreoceano furono approvati e messi in produzione presso lo stabilimento MV di Gallarate.
Rispetto alla precedente 750 S, il motore a quattro cilindri in linea bialbero l'alesaggio venne aumentato di 2 mm per incrementarne la cilindrata fino a 789 cm³. Le due valvole di ciascun cilindro erano azionate da punterie tramite due alberi a camme in testa. Il cambio era montato trasversalmente. Il motore era, come tutti i modelli MV a quattro cilindri, assemblato a mano.
Il diametro delle forcelle telescopiche Ceriani è stato aumentato da 35 a 38 mm e su tutti i modelli sono stati utilizzati freni a doppio disco. Il cambio è stato trasferito dal lato destro a quello sinistro del motore. La livrea era rossa, la sella rivestita in pelle scamosciata e gli strumentazione della Smiths.
La produzione del modello MV Agusta 750 S America avvenne fino al 1978. L'ultima delle 540 moto prodotte fu venduta ufficialmente nel 1980.